# U 1003
U 1003 war ein deutsches Unterseeboot des Typs VII C, ein sogenanntes „Atlantikboot“. Es wurde durch die Kriegsmarine während des U-Boot-Krieges im Nordatlantik eingesetzt.

## Technische Daten
Ein Typ VII C-Boot erreichte, getrieben von zwei Dieselmotoren bei der Überwasserfahrt eine Geschwindigkeit von 17 Knoten, hatte eine maximale Reichweite von 6500 sm und konnte unter Wasser mithilfe der zwei Elektromotoren 7,8 Knoten Fahrt machen, bei einer maximalen Reichweite von 80 sm.

### Schnorchelboot
Wie viele Boote seiner Zeit war U 1003 mit einem Schnorchel ausgerüstet: Einem  Be- und Entlüftungsschlauch, der an einem ausklappbaren Mast aufgehängt war und am oberen Ende über einen Schwimmer verfügte, der den Schnorchelausgang über Wasser hielt. Der Schnorchel gewährleistete gleichzeitig die Abfuhr der Dieselgase, als auch die Frischluftzufuhr zur Ermöglichung längerer Unterwasserfahrten. Der Schnorchel galt trotz dieser Konzeption als unbeliebt bei Offizieren und Besatzungen. Schon bei mäßigem Wellengang konnte der Schnorchel unter die Wasseroberfläche geraten. Dadurch kam es im Boot zur Veränderung des Luftdrucks und somit zu  Trommelfell- und Augenschäden bei der Besatzung. Einerseits bestand bei zu tiefem Unterschneiden des Bootes die Gefahr, dass die Dieselmotoren abgewürgt wurden, andererseits konnte das Abgas aus den Ansaugschächten der Motoren austreten, die im Inneren des Bootes lagen, wodurch die Kohlenmonoxidbelastung stetig zunahm. Veröffentlichungen des Oberkommandos der Kriegsmarine wiesen ab Herbst 1944 auf weitere Gefahren des Schnorchelns hin. Es konnte festgestellt werden, dass manche Beeinträchtigungen erst einige Stunden nach Abschluss eines Schnorchel-Tauchgangs auftraten. Besatzungsmitglieder hatten von Schwindelanfällen im Anschluss an die Wiederbelüftung des Bootes berichtet. In einigen Fällen sei es den Männern nur unter größter Kraftanstrengung gelungen, das Turmluk zu öffnen, und herausgetretene Brückenwachen seien während des Aufenthalts an der frischen Luft noch eine halbe Stunde nach Wachantritt kollabiert.

## Kommandant
- 9. Dezember 1943 bis 23. März 1945 Werner Strübing

Werner Strübing wurde am 25. Mai 1907 in Glückstadt geboren. Seine U-Bootausbildung absolvierte er im Sommer 1943. Im Anschluss an den Kommandantenlehrgang bei der 24. U-Flottille in Memel fuhr Werner Strübing als überplanmäßiger WO auf UD 4. Im August 1944 wurde er zum Oberleutnant zur See befördert. Seit Indienststellung von U 1003 hatte er das Kommando inne. Bei der selbsteingeleiteten Versenkung des schwerbeschädigten Bootes kam Kommandant Werner Strübing am 23. März 1945 gemeinsam mit 15 Besatzungsmitgliedern ums Leben.

## Einsatz und Geschichte
U 1003 fuhr zunächst als Ausbildungsboot bei der 31. U-Flottille und wurde am 1. September 1944 der 11. U-Flottille als Frontboot zugeteilt.
Verlegungsfahrt – U 1003 verlässt Kiel am 19. September 1944 und läuft am 22. September 1944 in Horten ein.
Verlegungsfahrt – U 1003 verlässt Horten am 27. September 1944 und läuft am 28. September 1944 in Marviken ein.
Feindfahrt – U 1003 verlässt Marviken am 11. Oktober 1944 und läuft am 16. Dezember nach 67 Tagen in Stavanger ein.
Verlegungsfahrt – U 1003 verlässt Stavanger am 10. Januar 1945 und läuft am 11. Januar in Bergen ein.
Feindfahrt – U 1003 verlässt Bergen am 19. Februar 1945 und versenkt sich am 23. März 1945 selbst.

### Versenkung
Die kanadische Fregatte HMCS New Glasgow sichtete den Schnorchel von U 1003 an der Backbordseite des Schiffs und bereitete sich daraufhin auf einen Wasserbombenangriff vor. HMCS New Glasgow wurde aber selber beschädigt, als das U-Boot direkt unterhalb der Brücke mit der Fregatte kollidierte und rief Verstärkung heran. Es folgte eine gewaltige U-Boot-Jagd über Stunden hinweg mit 14 alliierten Schiffen (Escort-Group C-4, Support Group 25 und Support Group 26). Dem Kommandanten gelang es mit dem schwer beschädigten U-Boot zu entkommen und es auf den Meeresgrund zu legen, um Reparaturen vornehmen zu können. Durch die schwerwiegenden Schäden wurde die Mannschaft aber gezwungen, das Boot am 23. März 1945 vor der irischen Nordküste, acht bis zehn Meilen nördlich des Leuchtturms Inistrahull (Malin Head), selbst zu versenken 55° 25′ N, 6° 53′ W. Oberleutnant zur See der Reserve Werner Strübing und 15 Besatzungsmitglieder starben. 33 Besatzungsmitglieder wurden von der HMCS Thetford Mines aufgefischt, von denen aber zwei weitere starben und auf See bestattet wurden.